# Японский сорокопут
Япо́нский сорокопу́т (лат. Lanius bucephalus) — вид птиц рода сорокопуты (Lanius) из семейства сорокопутовых (Laniidae).

## Распространение
Вид распространён в Восточной Азии. В России встречается на Дальнем Востоке. Поднимается в горы на 2700 метров. Обитает в кустарниках на лугах и по речным долинам.

## Описание
Японский сорокопут немного крупнее воробья. Длина тела составляет 20 см, масса — 50 г. Окраска лба, спины и надхвостья серая, а брюшка и груди — рыжеватая, крылья и хвост черноватые. Верх головы и шеи имеет ярко-рыжий цвет, горло и боковые стороны головы белого цвета, от клюва через глаза к уху идёт широкая чёрная полоса. Хвост у птицы длинный, ступенчатый, с белыми полосками по краям, на крыле есть белое пятно. Самки и молодые особи окрашены в тусклые буроватые тона.

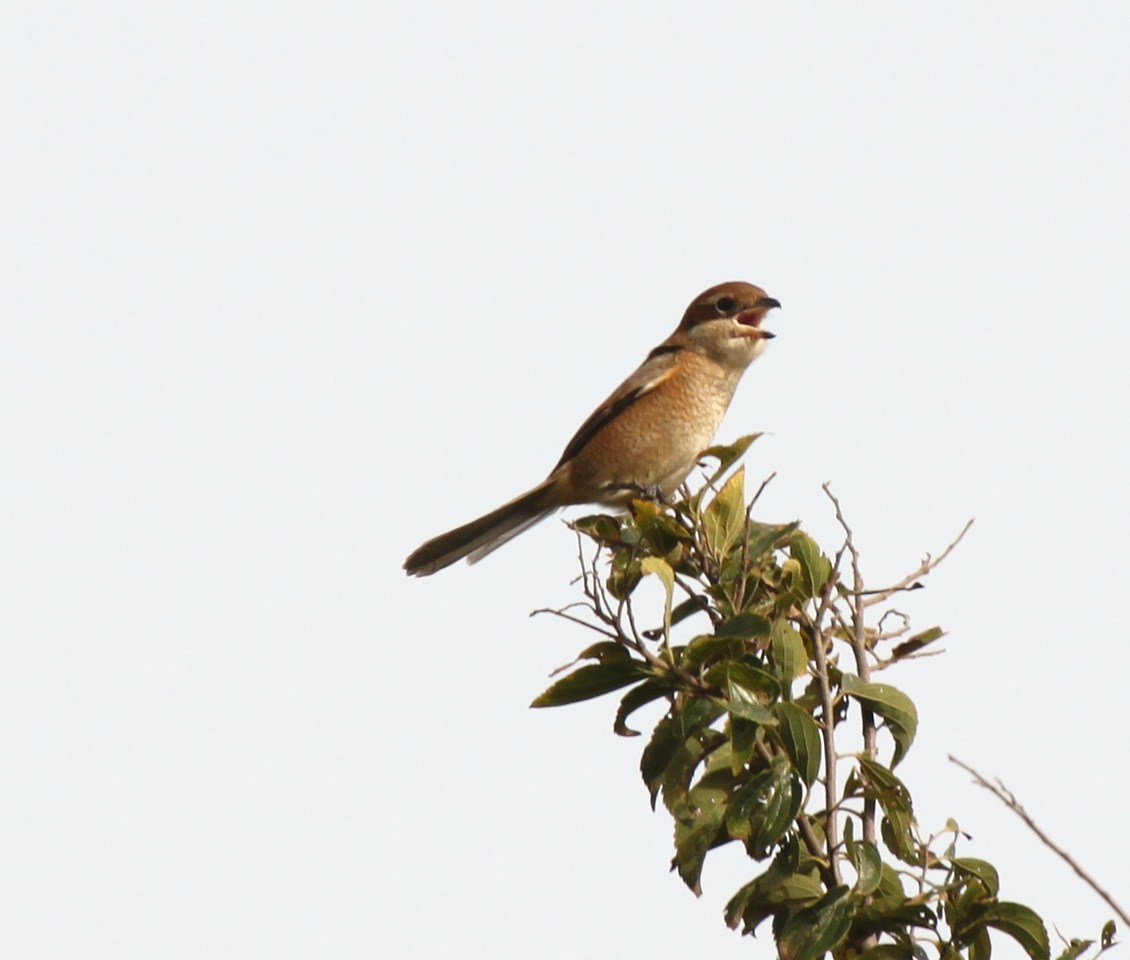
Самец
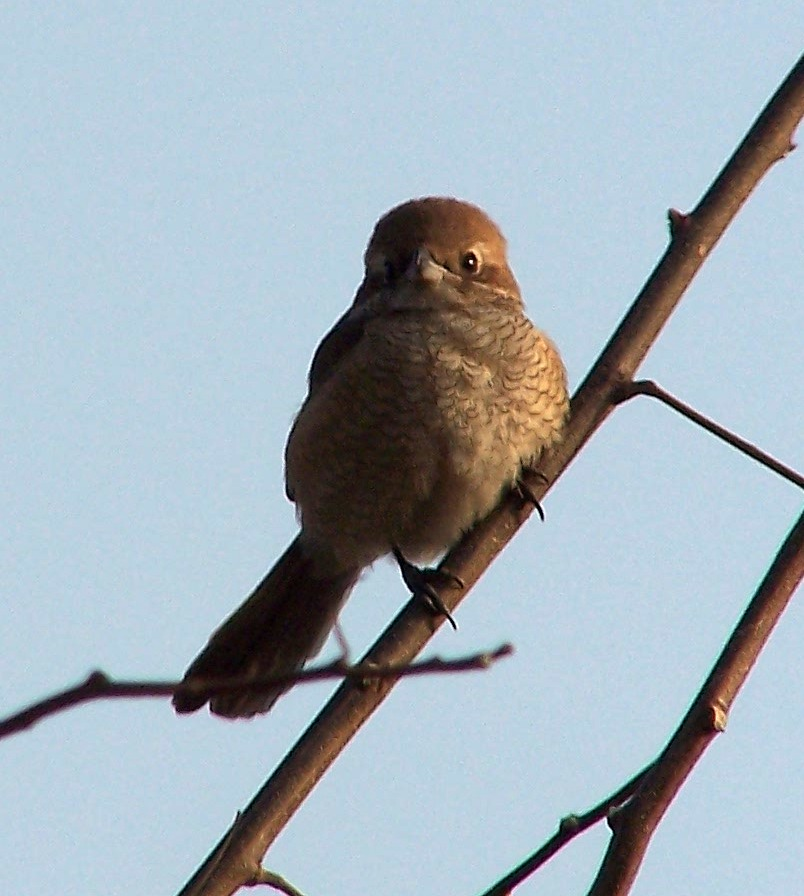
Самка

## Образ жизни
Птицы обычно держатся в одиночку. Питание состоит в основном из насекомых. Кроме того, японский сорокопут добывает также мелких позвоночных (мелких птиц и птенцов, мышей, землероек, полёвок, ящериц, лягушек и реже рыб) и беспозвоночных, таких как пауки, черви и многоножки. Свою добычу ловит из засады.

## Размножение
Сезон гнездования начинается в конце февраля. Гнездо на кустах или деревьях строит преимущественно самка в течение 4—6 дней. Затем она откладывает обычно 4—7 зеленоватых яиц с серыми пятнами. Высиживание продолжается примерно 15 дней, в этот период самец снабжает самку кормом. Выводок оперяется на десятый день, а через 14 дней птенцы встают на крыло. Половая зрелость наступает в конце первого года жизни.

## Природоохранный статус
Занесён в Красную книгу Приморского края.